# Philip Steven
Philip Steven (19 gennaio 1995) è un calciatore papuano, difensore dei Rapatona Port Moresby.

## Carriera

### Club
Ha sempre giocato nel campionato di casa.

### Nazionale
Partecipa alla Coppa delle nazioni oceaniane 2016 con la propria Nazionale, arrendendosi solo alla Nuova Zelanda in finale.